# Мальсагов, Ахмет Пшемахович
Ахмет Пшемахович Мальсагов — чеченский и ингушский советский писатель, писавший на русском языке.

## Биография
Родился 9 июля 1922 года в с. Альтиево Назрановского района Чечено-Ингушской АССР в семье служащего. Отец Пшемахо Камбулатович Мальсагов во время войны, будучи начальником военного госпиталя в г. Грозном в чине полковника, лечил раненых бойцов и командиров. Брат Ахмета Идрис погиб в боях в 1943 году.
Ахмет Пшемахович являлся членом Коммунистической партии с 1955. Печатается с 1966.
Умер в 1999.

### В период Великой Отечественной войны
Ахмет начал трудовую деятельность в 1940 году с работы в редакции газеты «Грозненский рабочий». С началом Великой Отечественной войны публиковал статьи и заметки о героических делах советских воинов и тружеников тыла. Будучи комиссованным по здоровью, добровольно отправился на фронт и начал свой боевой путь в 4-м Кубанском кавалерийском корпусе. Работал во фронтовой газете «Казак-гвардеец». Одновременно был комсоргом полка. В 1945 году с фронта борьбы с фашизмом ушел в депортацию в Киргизию. До 1957 года работал корреспондентом и заведующим отделом республиканской газеты «Социалистическая Киргизия». В 1957 году вернулся на родину и продолжил работу корреспондентом газеты «Грозненский рабочий» и собственным корреспондентом Всесоюзного телевидения и радиовещания. Переехав в Москву, около 30 лет работает собкором Всесоюзного радио и около 10 лет сотрудничает с редакцией журнала «Журналист».

### Литературная деятельность
В конце 50-х — начале 60-х годов А. П. Мальсагов начинает работу над большой художественной и публицистической прозой. Из-под его пера в Грозном, Нальчике, Алма-Ате, Москве и Киеве выходят повести и романы: «Человек, которому всегда трудно», «Звезда над Эльбрусом», «Лорс рисует афишу», «Край вейнахов — Чечено-Ингушетия», «Расплата», «Кормилец Терек», «Прими путника, дорога», «Притчи о горском этикете». В повести «Расплата» (1967) М. показал живучесть пережитков прошлого и борьбу с ними. В 1970 русским драмтеатром в Грозном поставлена пьеса на эту же тему «Я не буду одинок».
Пьесы по его произведениям неоднократно ставились в различных театрах. Жизни сына балкарского народа, большевика-ленинца Магомета Энеева (1897—1928), посвящена повесть «Звезда над Эльбрусом» (1973). В 1974 опубликовал повесть «Прими путника, дорога!» о людях горного аула. Публицистику А. П. Мальсагова переводят и издают на арабском, английском, немецком, японском, польском, испанском, казахском, украинском, кабардинском и балкарском языках.
Многие его статьи публикуются в популярных центральных изданиях, таких, как газеты «Литературная газета», «Сельская жизнь», «Социалистическая индустрия», «Кабардино-Балкарская правда», журналы «Знамя», «Дружба народов», «Москва», «Журналист», «Советская литература». А. П. Мальсагов активно занимался переводческой деятельностью. В 1989 году в издательстве «Детская литература» в Москве вышла книга Биберта Журтова «Берег моего детства» в его переводе. Его перу принадлежит перевод романа ингушского писателя Магомед-Саида Плиева «Трудный перевал» на русский язык.
Умер в 1999 году.

## Семья
В его семье родились две дочери: Мальсагова (Полетаева) Тамара Ахметовна и Мальсагова (Страхова) Радима Ахметовна.

## Память
В 2022 г. в Карабулакской городской библиотеке была открыта выставка «Мы этой земли продолжение», посвященная столетию со дня рождения Ахмета Пшемаховича Мальсагова. На выставке представлены книги А. П. Мальсагова из фонда краеведческого отдела, такие как: «Лорс рисует афишу» (Грозный, 1972); «Край вейнахов», Чечено-Ингушетия (М., 1969); «Человек, которому всегда трудно» (Грозный, 1982); «Кормилец Терек» (М., 1984); «Прими путника, дорога» (М., 1974).
Среди материалов выставки также представлены книги, публикации в периодической печати, рассказывающие о жизни писателя.